# مجله تصویر
ماهنامه تصویر از دی‌ماه ۱۳۷۱، توسط سیف‌اله صمدیان به‌عنوان صاحب امتیاز و سردبیر و با همکاری زنده‌یاد مرتضی ممیز و محمود کلاری، به‌عنوان نشریه تخصصی هنرهای تصویری در ایران راه‌اندازی و تا سال ۱۳۸۱ به‌صورت ماهنامه منتشر شد.
این نشریه از سال ۱۳۸۱ تاکنون و پس از برگزاری نمایشگاه سالانه جشن تصویر سال به‌صورت نشریه تصویر سال منتشر می‌شود که دربرگیرنده‌ی آثار به‌نمایش درآمده در جشن تصویر سال به‌همراه رویدادهای مهم ایران و جهان در یک‌سال گذشته است.
1. ↑  www.tassvir.com https://www.tassvir.com/page/4/%D8%AF%D8%B1%D8%A8%D8%A7%D8%B1%D9%87. دریافت‌شده در ۲۰۲۳-۰۲-۲۷. پارامتر |عنوان= یا |title= ناموجود یا خالی (کمک)